# Бакрылово
Бакрылово — деревня в Усть-Кубинском районе Вологодской области.
Входит в состав Высоковского сельского поселения (с 1 января 2006 года по 9 апреля 2009 года входила в Филисовское сельское поселение), с точки зрения административно-территориального деления — в Филисовский сельсовет.
Расстояние до районного центра Устья по автодороге — 16 км, до центра муниципального образования Высокого по прямой — 8 км. Ближайшие населённые пункты — Сверчково, Белавино, Горка.
По переписи 2002 года население — 10 человек.